# طور النمو الثاني

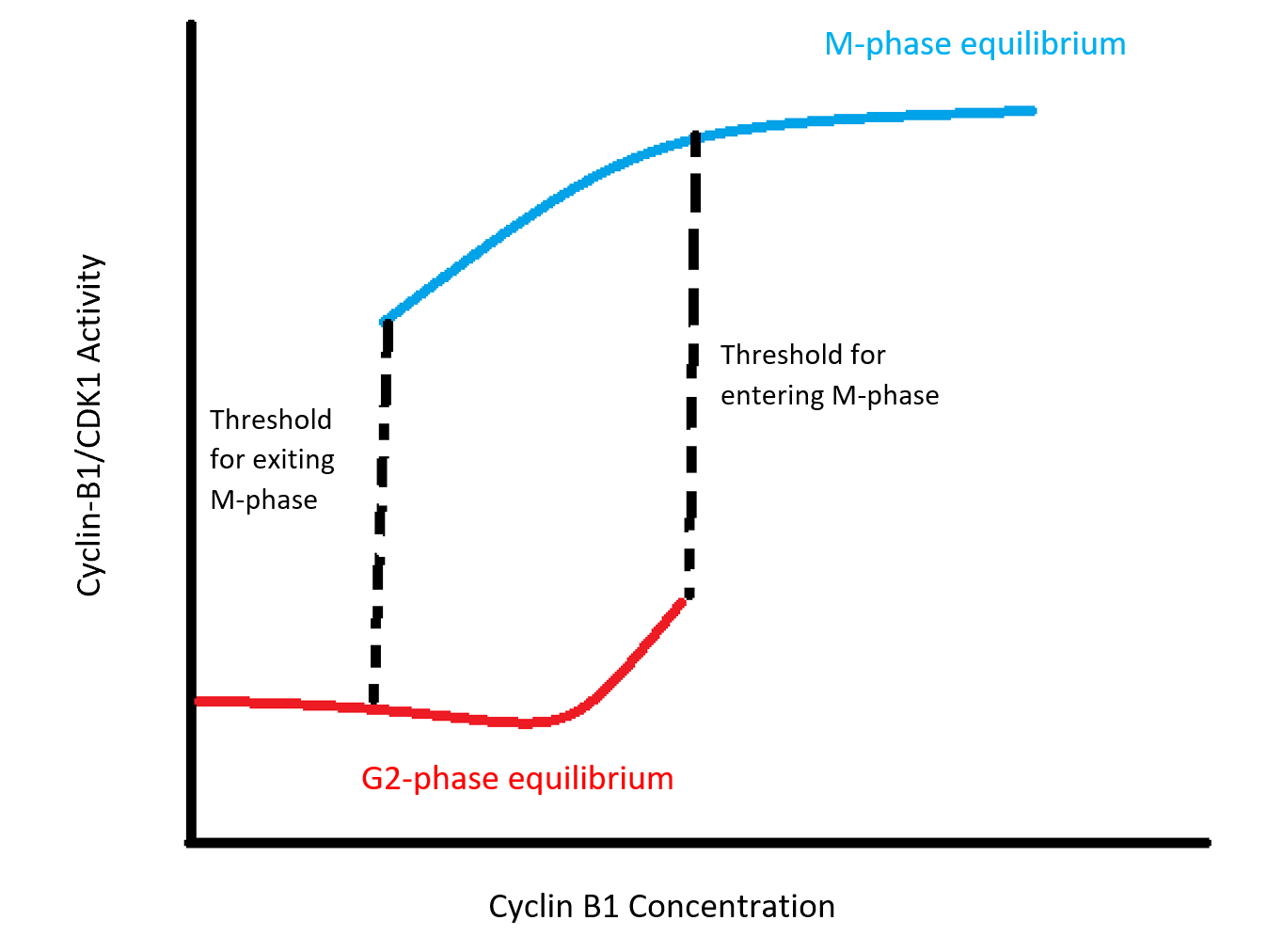
ثبات ثنائي G2-M.

طور النمو الثاني أو G2 phase آخر مراحل الطور البيني للخلية يلي تضاعف الحمض النووي في طور التركيب ، وفيه تنمو الخلية بسرعة وتتهيأ للدخول في الانقسام الغير مباشر.
اقرأ المزيد:
- دورة الخلية
- انقسام خلوي
- انقسام فتيلي أو انقسام غير مباشر
- طور النمو الأول